# Anthemis arvensis subsp. arvensis
Anthemis arvensis subsp. arvensis é uma subespécie de planta com flor pertencente à família Asteraceae.

Os seus nomes comuns são falsa-camomila ou margação.

## Portugal
Trata-se de uma subespécie presente no território português, nomeadamente em Portugal Continental e no Arquipélago dos Açores.
Em termos de naturalidade é nativa de Portugal Continental e introduzida no Arquipélago dos Açores.

## Protecção
Não se encontra protegida por legislação portuguesa ou da Comunidade Europeia.